# Eulepidotis dives
Eulepidotis dives är en fjärilsart som beskrevs av Butler 1879. Eulepidotis dives ingår i släktet Eulepidotis och familjen nattflyn. Inga underarter finns listade i Catalogue of Life.